# Certificados de recebíveis imobiliários
Certificados de Recebíveis Imobiliários (CRI), no Brasil,  são títulos de crédito de emissão exclusiva das securitizadoras imobiliárias. Constituem promessas de pagamentos em dinheiro e são lastreados em créditos imobiliários. Foram criados pela Lei Federal Nº 9.514 e considerados valores mobiliários por decisão do Conselho Monetário Nacional. A Comissão de Valores Mobiliários (CVM) é responsável pela regulamentação da distribuição pública destes títulos.
De acordo com o Anuário Uqbar Securitização e Financiamento Imobiliário 2017, o ano de 2016 "marcou recorde histórico de montante de emissões em base anual de CRI. Foram R$ 17,77 bilhões em títulos emitidos, correspondentes a 137 séries." Além disso, o prazo médio de vencimento das emissões se alongou para quase 15 anos, enquanto que no ano anterior esse indicador havia alcançado 154 meses, ou aproximadamente 13 anos.
Em termos de mercado secundário, o primeiro trimestre de 2017 teve predominância de investidores tipo pessoa física que adquiriram 55,8% do montante emitido em títulos. Este tipo de investidor, cujo papel é importante para alargar o potencial de formação de um mercado secundário de CRI verdadeiramente líquido, havia sido apenas o quarto maior investidor de CRI em 2016. 
Atualmente, o mercado de Certificados de Recebíveis Imobiliários (CRI) é dependente de um regime informacional pouco frequente (Informes Trimestrais) em seu ritmo de divulgação e pouco completo em seu conteúdo, encontrando dificuldades para o seu desenvolvimento e expansão que sejam baseados em operações legitimamente de mercado e de lastro pulverizado.

## Ligações Externas
```
Tlon 

Dicionário de Finanças 

Uqbar 
```